# Klooster Bloemhof

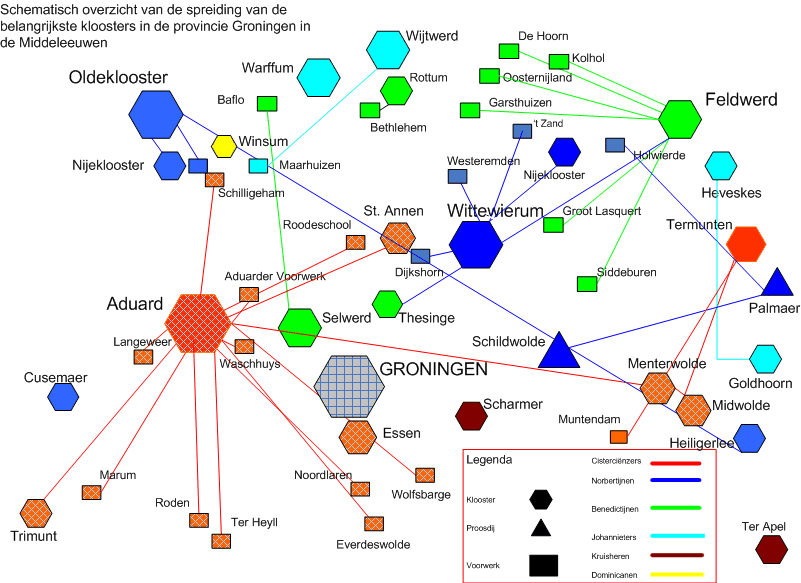
Kloosterkaart Groningen.

Het klooster Bloemhof, met de Latijnse naam Floridus Hortus, was een klooster in Wittewierum in de huidige Nederlandse provincie Groningen. Het werd gesticht in 1213 en behoorde tot de orde van de premonstratenzers. Het klooster lag op en rond een wierde aan de rechteroever van de Fivel. Het klooster zou volgens Van der Aa een omvang van 5 hectare hebben gehad.
In het klooster werd de Kroniek van Bloemhof geschreven, die de vroege geschiedenis van het klooster beschrijft. Deze kroniek is opgetekend door de vroegste abten Emo en Menko en een onbekende 'continuator'. Twee manuscripten van de kroniek (een Groningse en een Friese) zijn in het bezit van de Universiteitsbibliotheek Groningen.

## Geschiedenis

### Voorgeschiedenis
In 1204 werd door Emo van Romerswerf op zijn land het benedictijnenklooster Romerswerf (Nijenklooster) gesticht. Hij overlegde vervolgens met het klooster Feldwerd (Oldenklooster) over het werven van monniken, hetgeen echter niet echt lukte. In 1208 trad zijn neef Emo van Huizinge, die gestudeerd had in Parijs, Orléans en Oxford en vervolgens pastoor van Huizinge was geweest, in dit klooster in. Hij vertrok vervolgens naar Rome om erkenning van bisschop Otto I van Münster te krijgen voor het door zijn neef gestichte klooster Romerswerf en om zich aan te mogen sluiten bij de orde van de premonstratenzers (norbertijnen) van de Abdij van Prémontré. De abt van het Stift Varlar verleende beide Emo's vervolgens het priesterkleed. Vervolgens werd Emo van Huizinge in 1209 proost van Romerswerf.
Op 23 juni 1211 werd de bestaande (waarschijnlijk houten) kerk van Wierum (het latere Wittewierum) door een meerderheid van de kerkvoogden (patroons) geschonken aan het klooster van Romerswerf met als doel er ook een klooster te stichten. Ernestus, een van de kerkvoogden van Wierum, was het hier echter niet mee eens en bisschop Otto I van Münster stelde hem hierbij in het gelijk, waarop de kloosterlingen in beroep gingen tegen dit besluit. Emo van Huizinge trok in het kader hiervan op 9 november 1211 naar paus Innocentius III in Rome, die op zijn beurt hem en de andere kerkvoogden van Wierum in het gelijk stelde. In ruil hiervoor werd een minnelijke schikking getroffen met de zoon van Ernestus.

### Bouw van klooster en kerk

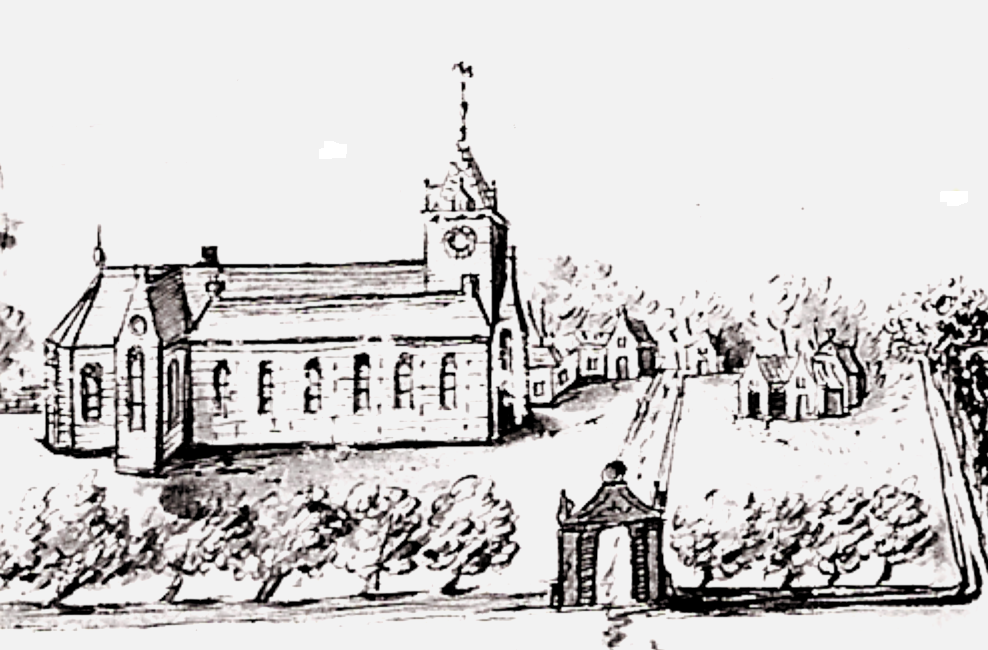
Uitsnede van een tekening van de kerk van Wittewierum met een voorstelling van de kloosterkerk vóór 1604.

Daarop vertrokken de aanwezige monniken uit Romerswerf tussen 1213 en 1214 naar Wierum om te beginnen met de bouw van het nieuwe klooster, dat deels werd aangelegd in de drooggevallen bedding van de dichtgeslibde Fivel. De nonnen bleven achter in Romerswerf, dat voortaan Rozenkamp (Campus Rosarum) werd genoemd. In 1214 kreeg het nieuwe premonstratenzerklooster de naam Bloemhof (Floridus Hortus). Emo werd overigens pas op 23 mei 1225 aangesteld als abt van het klooster. Een jaar later overleed zijn neef Emo van Romerswerf. Emo van Huizinge en zijn opvolgers schreven over het klooster Bloemhof en de omstandigheden in die tijd de beroemd geworden kroniek van Bloemhof. Deze kroniek omspant de periode 1203 tot 1290 en vormt daarmee de belangrijkste bron over de Ommelanden in de 13e eeuw.
Op 1 november 1217 sloot het klooster zich formeel aan bij de premonstratenzers. De monniken ondervonden tegenwerking van de dorpsheer Ernestus, die er aanvankelijk op uit was zijn zoon tot pastoor te laten kiezen, maar uiteindelijk genoegen nam met een schadevergoeding. Later zette Ernestus zijn zinnen op de proosdij Loppersum, waarvoor hij een complete oorlog ontketende. In de jaren 1220 raakte het klooster in grote problemen nadat bisschop Dirk III (Dietrich, Diederik) van Münster, de opvolger van Otto I, de krijgszuchtige abt Herderik van Schildwolde tegen de wil van paus Honorius III had aangesteld als zijn officiaal (gemachtigde). Herderik van Schildwolde moest niets van Emo hebben en hij wist in 1224 Dirk III zover te krijgen dat deze eigenmachtig de banvloek uitsprak over Bloemhof. Emo reisde daarop naar Rome, waar Honorius III de banvloek onwettig verklaarde. Omdat Dirk III en Herderik zich niets van de paus aantrokken, sprak Honorius III eerst de banvloek uit over Dirk III en omdat Herderik zich er toen nog niets van aantrok stuurde Honorius III vervolgens zijn pauselijke legaat, kardinaal Konrad von Urbach naar het gebied en deed ook Herderik in de ban. Deze bleef echter volharden, maar werd uiteindelijk uit klooster Mariagenade verdreven door de Schildwolders.
Dirk III sloot vervolgens vrede met Emo. In 1225 wijdde hij de houten kerk van Wierum tot abdij. Daarop begonnen de voorbereidingen voor de bouw van een nieuwe stenen kloosterkerk, waarschijnlijk naar voorbeeld van het moederklooster in Prémontre. In 1227 werd de slotgracht voltooid en in 1235 werd begonnen met het bakken van stenen. Met het aftichelen van met name knipklei waren de monniken overigens al rond 1220 begonnen op percelen van daarvoor toestemming verlenende boeren in de buurt van Winneweer. De kalkarme en ijzerrijke knipklei leverde de kenmerkende rode kloostermoppen op die voor het klooster en de kerk werden gebakken. Tussen 1238 en 1259 verrees deze abdij met klokkentoren. Het klooster omvatte naast de kerk met sacristie en kruisgang een refter, keuken, kapittelzaal, hospitium (voor pelgrims en andere gasten), dormitorium, scriptorium (schrijfatelier), boekerij (bibliotheek), werkvertrekken (voor bijvoorbeeld timmerwerk en smeedwerk) en een school. De boekerij zou afgaande op citaten van kerkvaders en theologen een behoorlijke omvang hebben gehad en over ten minste 100 boeken hebben beschikt. De boekerij werd tijdens de Saksische Vete in 1515 door plunderende Saksische benden in brand gestoken, maar de kroniek bleef daarbij behouden en is daarmee het enige premonstratenzer handschrift uit Groningen dat bewaard gebleven is. De abdijschool werd, waarschijnlijk na klachten van de circatoren in opdracht van de heer van Prémontre en de definitoren in 1276 verplaatst naar Westeremden, waar zich al een parochieschool bevond.

### Verdere geschiedenis
In 1290 werd een visitatie uitgevoerd in opdracht van de abt van Prémontré onder leiding van de abt van Bloemhof en de proost van Schildwolde waarbij nagegaan werd hoeveel kloosterlingen er nog in de premonstratenzer kloosters aanwezig waren. Volgens de kroniek van Sibrandus Leo waren er in het klooster Bloemhof en Rozenkamp toen gezamenlijk mille kloosterlingen aanwezig. Dit aantal wordt doorgaans vastgesteld als '1000 kloosterlingen', maar dit aantal wordt ook vaak onrealistisch hoog genoemd. Het zou kunnen dat het gaat om beide kloosters met alle voorwerken en bijbehorende dorpen, maar evengoed zou de Latijnse bijbetekenis 'ondefinieerbaar veel' kunnen zijn bedoeld. Mogelijk wilde de abt van Bloemhof hiermee in de toekomst gunsten zeker stellen bij Prémontré.
In 1351 werd het klooster getroffen door een pestepidemie, waaraan 20 kanunniken en 12 novicen bezweken.
In 1447 sloot het klooster een verbond met het klooster Dokkum, waarbij de eigendommen en bewoners van het klooster Palmaer verdeeld werden tussen beide kloosters.
In 1485 kreeg het klooster het toezicht (visitatie) over de kloosters Feldwerd, Mariëngaarde en 'Dokkum' (mogelijk Klaarkamp) in verband met het verval van de kloostergemeenschappen aldaar. Dit wijst erop dat in Wittewierum de tucht toen nog wel werd gehandhaafd. In latere decennia raakte het klooster echter ook in verval als gevolg van de Gelderse Oorlogen. In 1499 trok Edzard I van Oost-Friesland langs Wittewierum. In 1505 haalden stad-Groningers al het vee weg bij Wittewierum tijdens gevechten met Edzard I. In 1514 veroverde hertog George van Saksen met Oldenburgse troepen het klooster, waarbij het klooster en het scriptorium in brand werden gestoken. Hetzelfde jaar werd George echter weer verdreven door Otto van Diepholt, die het heroverde voor Edzard I. In januari 1522 vluchtte de kastelein van Coevorden Frederik van Twickelo met zijn Boergondische troepen via Wittewierum terug naar Coevorden. In 1536 versloeg Georg Schenck van Toutenburg Meindert van Ham bij Wittewierum. Van al deze woelingen wist het klooster zich niet meer te herstellen.

### Opheffing en afbraak
In 1561 waren er nog 3 of 4 monniken over onder leiding van abt Cornelis Hermanni, die het niet zo nauw namen met de kloosterregels. De nieuwe bisschop Johannes Knijff, die tijdens het bewind van de hertog van Alva benoemd was van het kort daarvoor opgerichte Bisdom Groningen, verklaarde toen dat de aanwezige monniken waren ontslagen van hun votum en religio (strikte religieuze riten). Het klooster werd door paus Pius IV op 7 augustus 1561 evenals het klooster Aduard en het Klooster Marienkamp (bij Esens) toegewezen aan het nieuwe bisdom.
In 1566 werden de restanten van het klooster en de kerk door Staatse troepen in brand gestoken tijdens de beeldenstorm. Daarop besloot Knijff tot de opheffing van het klooster als tafelgoed voor zijn nieuwe bisdom. Hermanni poogde tevergeefs deze opheffing te voorkomen, maar in ruil voor de belofte dat zijn broeders kanunnik mochten worden in het nieuwe bisdom en hijzelf proost van de Martinikerk (zetel), wilde hij in 1568 wel instemmen met de opheffing. Uiteindelijk zou hij geen proost worden, maar mocht hij de bezittingen van het klooster beheren. Hij trok zich met de resterende monniken terug in Groningen, waarbij hij de kroniek van Bloemhof meenam.
Op 7 mei 1568 werd de Spaansgezinde luitenant Zeger van Groesbeek door de staatsgezinde bevelhebber Lodewijk van Nassau teruggeslagen bij Wittewierum. Daarop legerde op 22 mei de Spaansgezinde bevelhebber Jan van Ligne zijn troepen bij Wittewierum, waarop hij werd aangevallen door Lodewijk van Nassau. Deze verloor echter ditmaal deze schermutseling en vluchtte daarop naar Heiligerlee.
Knijff liet daarop het klooster afbreken om de stenen te kunnen gebruiken voor de bouw van zijn bisschoppelijk hof in Groningen (het huidige Prinsenhof). Eerst werd de aula van het klooster afgebroken en vervolgens de bijgebouwen. Een deel van de stenen werd verkocht aan Johan de Mepsche, die er zijn borg Duirsum (Ten Ham) mee liet herstellen. Rond 1572 liet Knijff het fraaie koorgestoelte en enkele fraaie beelden uit het klooster overbrengen naar de Martinikerk. De gronden van het klooster werden tegen hoge huren verhuurd aan meiers. In 1576 stierf Knijff echter en de stad stond geen nieuwe bisschop toe. De staatsgezinde Johan Rengers van Ten Post wees daarop de goederen van het klooster toe aan de Ommelanden. Na de reductie werd de afbraak doorgezet. In 1598 werd het refugium verkocht, in 1603 werd de keuken op afbraak verkocht en in 1604 werden de restanten van de kloosterkerk verbouwd tot een nieuwe protestantse kerk. Deze kerk werd in 1863 vervangen door de huidige kerk van Wittewierum.

## Waterstaat
Uit de Kroniek van Emo en Menko blijkt dat het klooster een groot aandeel heeft gehad in de bedijking van dit gebied. Vlak na de oprichting vond de Sint-Marcellusvloed plaats, waarbij vele doden vielen. Vervolgens werd er door Emo een zijlvest (waterschap) opgericht om gezamenlijk het dijkonderhoud beter te kunnen regelen. Het klooster was ook nauw betrokken bij de ontwatering van het omliggende gebied en speelde een belangrijke rol in het bestuur van het Generale Zijlvest der Drie Delfzijlen, waarvan de overste schepper altijd de abt van het klooster Bloemhof was. Tevens gaf hij met zijn college uit Ten Boer leiding aan de organisatie van de Acht Zijlvesten. Een van de belangrijkste projecten was de indijking van de Fivelboezem.

## Grondbezit
In de loop der eeuwen verkreeg het klooster door ontginningen en schenkingen een grote hoeveelheid land in de landstreek Fivelingo. Eind 16e eeuw was het (voormalige) klooster met enkele duizenden grazen grond uitgegroeid tot het grootste premonstratenzer klooster van De Ommelanden. De bronnen geven weinig duidelijkheid over het aantal hectares. Aantallen die worden genoemd zijn ca. 1760 hectare (3521 grazen), 2050 hectare, 2178 hectare (4356¾ grazen), 2200 hectare en ca. 2300 hectare. Het grondgebied omvatte een groot aantal landerijen in Fivelingo, een aantal kwelders bij de Dollard (kennelijk overgenomen van Palmar) en venen op de Ruethe (Ruiten?) bij Kolham. Van de landerijen in Fivelingo lag ongeveer 500 hectare rond Wittewierum en ruim 650 hectare (1322 grazen) rond 't Zandstervoorwerk (zie voorwerken). Verder waren er landerijen rond onder andere Garrelsweer, Loppersum, Ten Boer, Westeremden en Wirdum. Ongeveer 250 hectare betrof corpusland (land dat door de monniken zelf werd bewerkt). Een deel van de goederen werd in 1447 verworven toen de goederen van het klooster Palmar werden opgesplitst tussen Bloemhof en het klooster van Dokkum.

## Voorwerken
De landerijen werden ontgonnen vanuit voorwerken (ook gangriae, uithoven of kloosterboerderijen):
- Hora of Horna was het eerste voorwerk. Het werd reeds in 1213 in gebruik genomen. Vermoed wordt dat het hier om dezelfde locatie gaat als het voorwerk Gerbadawerve omdat een latere hand in de kroniek bij Hora het woord Gerbadawerve toevoegde. Gerbadawerve wordt wel gelijk gesteld aan:
  - Garrelsweer: de boerderij Nienhuis (afgebrand in 1964, maar herbouwd) aan de Stadsweg 10 in het gehucht Nienhuis of Nijenhuis bij Garrelsweer.[20][21] De naam Garrelsweerster Kloostermolenpolder verwijst hier nog naar het klooster Wittewierum.
  - Garbendeweer: Noomen vermoedt dat Bloemhof en Rozenkamp tot de 15e eeuw in gemeenschap van goederen werkten, waarna dit voorwerk bij een scheiding tussen de eigendommen van Bloemhof en Rozenkamp, eigendom werd van Rozenkamp.[22]
  - Wijbrands meent echter (in navolging van Boeles dat in plaats van Hora 'Horna' (van (Dijks)horn = hoek) moet worden gelezen en dat bedoeld wordt de twee boerderijen nabij Dijkshorn. Namelijk die van het Roggenvoorwerk in Emmerwolde bij Sint-Annen.[23] Het zou ook kunnen dat Hora en Gerbadawerve twee afzonderlijke voorwerken waren en dat het Roggenvoorwerk dus een ander voorwerk was, zoals ook vermeld in het boek 'Kloosters in Groningen'.
- een voorwerk ergens bij de Eems, dat in 1216 in gebruik genomen werd. Waarschijnlijk gaat het om Klein Wierum bij Holwierde, dat later in handen kwam van het klooster Palmar en bij de opheffing van dat klooster in 1447 weer terug ontvangen werd.[24]
- de twee boerderijen van het Westeremder Voorwerk (ook Dydingemonken of Dudinge monnijcken) bij Westeremden, dat in 1218 in gebruik genomen werd. Tegenwoordig staat hier boerderij Nieuw Voorwerk. Daarnaast wordt van twee boerderijen in de omtrek van het Westeremder Voorwerk gedacht dat ze mogelijk onderdeel van dit voorwerk vormden: Boerderij De Zeem ten zuidoosten van het Westeremder Voorwerk[25][26] en boerderij Osseweide ten zuidwesten van het Westeremder Voorwerk[27]
- 't Zandstervoorwerk bij Zijldijk, vanwaaruit de kloosterlingen actief waren bij de indijking van de Fivelboezem
- in den Ham of De Hamme, de boerderijen Groote Plaats en Kleine Plaats bij Hoeksmeer, waarvan de tweede tegenwoordig onderdeel van de Grote Plaats vormt.[28]
- twee voorwerken aan de Den Hoornsterweg 8 en Kolholsterweg 3 in Kolhol.[29]
- een voorwerk te Finsterwolde, dat vermoedelijk in 1447 met de andere goederen werd overgenomen van Palmar en waarover verdere berichten ontbreken. Dit voorwerk moet niet worden verward met de Johannietercommanderij Goldhoorn.[30] Het kunnen gaan om de meest westelijke boerderij van het gehucht Veenhuizen, waar omstreeks 1825 skeletresten zijn gevonden. De opstrek van deze boerderij reikt tot de omgeving waar het klooster Palmar wordt vermoed.

Mogelijke voorwerken waren:
- Kleine Waschhuis en het Grote Waschhuis onder Ten Boer (achter Wittewierum) worden genoemd door Ter Laan als mogelijke voorwerken[31], maar deze behoorden toe aan het Klooster Germania in Thesinge.[32]
- Het steenhuis Terborg ten noorden van Wirdum
- Een steenhuis te Kolham

## Kerken
Het klooster verkreeg in de loop der tijd meerdere kerken. In 1217 werd de kerk van Westeremden met bijbehorende kerkgoederen geschonken aan het klooster Bloemhof. Deze schenking leidde echter tot onvrede en mogelijk werd deze kerk met bijbehorende pastorie en kosterij na een brand in 1238 weer overgedragen aan de Westeremders. In 1231 kwam de kerk van Scharmer in handen van Bloemhof, in 1276 (ondanks verzet) de kerk van Uithuizen en eind 13e eeuw de kerk van Krewerd. Ook de rechten in deze kerken verloor het klooster later weer. In de 16e eeuw had het klooster rechten in de kerk van Kolham en bezat het de pastorie aldaar; misschien waren deze rechten afkomstig van een steenhuis dat het klooster hier vanouds bezat.

## Refugium
Het klooster bezat net als veel andere kloosters ook een refugium in de stad Groningen en wel aan de hoek van de Schoolstraat met de Popkenstraat op de plek van het Forum Groningen. Tegenover dit refugium stond het Oosterwierumerhuis van het nonnenklooster Oosterwierum uit Heveskesklooster. Nabij deze plek stond ook de Poelepoort die toegang gaf tot het gebied ten oosten van de stad.
Het refugium wordt volgens Pathuis voor het eerst genoemd in 1374. Volgens andere bronnen wordt het echter pas voor het eerst genoemd in 1469, toen ten noorden ervan een erf werd verkocht aan de 'nije straat', waarmee de Popkenstraat wordt bedoeld. Uit de naam 'nije straat' wordt afgeleid dat deze straat waarschijnlijk niet zo lang daarvoor werd aangelegd.
In 1561 werd het klooster onderdeel van het nieuwe bisdom Groningen. Bisschop Knijff zelf woonde ook een aantal weken in het refugium alvorens hij het bisschoppelijk hof betrad. Rond 1589 werd het refugium geschonken aan het nieuwe collegium van jezuïeten, dat door de reductie echter nooit goed van de grond kwam. Wel hield het hieraan de naam 'Jezuïetenhuis' over. Na de reductie werd door de curatoren van het Fraterhuis (Prinsenhof) 'een stuck hove oder grundes van Wittewierummerhof' verkocht aan burger Jacob Lauinck en zijn vrouw. In 1639 werd het gebouw afgestaan aan de diakenen van de stad om het in te richten als school en 'breidehuis' voor arme 'blauwe' kinderen (voorloper Blauwe Weeshuis). Het gebouw voldeed echter niet en in 1659 vertrokken de kinderen uit het gebouw. Daarop werd het gebouw in 1664 overgekocht door de stad Groningen en omgevormd tot een gevangenis voor niet-burgers. Deze gevangenis werd de 'Stadsgeweldige' genoemd, waarbij 'geweldige' een ander woord is voor een provoost. De provoost zelf werd ook stadsgeweldige genoemd, maar ook wel 'Stads Prevost' of 'Kapitein geweldige'. De stadsgeweldige was ook belast met het ijken van gewichten en werd daarom ook wel 'Pondjer' genoemd, waarnaar de gevangenis weer 'Het Pontje' (of 'Het Pondje') en de Popkenstraat ook wel 'Pondjerstraat' werd genoemd. In 1834 (volgens een andere bron in 1826) werd de gevangenis gesloten en werd het gebouw overgenomen door het Stads-Armenziekenhuis, wat daarvoor gevestigd was aan de Schuitemakerstraat. Het gebouw bood plaats aan 50 patiënten. Nadat het ziekenhuis fuseerde met het Academisch Ziekenhuis werd het in 1852 verplaatst naar het Munnekeholm. In 1854 werd de Oosterstadsschool op deze plek gevestigd door de Stads-Armenschool van de Plaatselijke Schoolcommissie. In 1874 werd de straatnaam Achter de Muur naar de school hernoemd tot Schoolstraat. In 1920 werd het gebouw bijna volledig herbouwd als openbare lagere school. In 1947 werd deze school vernoemd naar de directeur van kweekschool voor onderwijzeressen J. Borgman. In 1961 werd er de 'Nieuwenhuyzenschool voor uitgebreid lager onderwijs' gevestigd en in 1984 scholengemeenschap Centrum / H.N. Werkman College. In 2011 werd het gebouw afgebroken voor het Forum Groningen.

## Lijst van abten
- Emo (1225-1237)
- Paulus (1237-1243)
- Menko (1243-1276)
- Outger (1276-1284)
- Folkerd (of Folkardus) - 1284 - vóór 1317)
- Hayco (genoemd in 1317)
- Meyluphus of Oxyluphus (genoemd in 1348 en 1349)
- Thomas of Thammo (genoemd in 1373 (klok) en 1374)
- Eylewardus (genoemd in 1422)
- Petrus (genoemd in 1433 en 1438)
- T(h)ymmanus, Tye, Thio of Thilemannus (genoemd tussen 1444 en 1469)
- Jo(h)annes Kempis (genoemd in 1485)
- Ghenno de Kempis (genoemd in 1517)
- Gerard van Zwol of Gererdus, Gheert of Gerrardus Zuollis of Zwollis (genoemd tussen 1530 en 1550)
- Cornelius Hermanszoon of Cornely Harmanni (genoemd in 1561)